# Esplanada - Teatros en la Bahía
Esplanada - Teatros en la Bahía (en chino: 濱海藝術中心; en inglés: Esplanade – Theatres on the Bay, o simplemente «Esplanada») es un edificio situado en la orilla con seis hectáreas de terreno frente al mar junto a Marina Bay, cerca de la desembocadura del río Singapur, especialmente diseñado para ser el centro de artes escénicas de la isla principal de Singapur. Toma su nombre de la cercana Esplanade (Esplanada), contiene una sala de conciertos con capacidad para alrededor de 1.600 personas y un teatro con una capacidad de alrededor de 2.000 para las artes escénicas.
La biblioteca explanada se encuentra en el tercer piso del edificio.
El complejo fue inaugurado oficialmente el 12 de octubre de 2002, siendo desarrollado a un costo de alrededor de 600 millones de dólares de Singapur.